# Rosulabryum microrhodon
Rosulabryum microrhodon är en bladmossart som beskrevs av Magnus Spence 1996. Rosulabryum microrhodon ingår i släktet Rosulabryum och familjen Bryaceae. Inga underarter finns listade i Catalogue of Life.